# Miary
Miary is een plaats en commune in het zuiden van Madagaskar, behorend tot het district Toliara II, dat gelegen is in de regio Atsimo-Andrefana. Tijdens een volkstelling in 2001 telde de plaats 6.000 inwoners.
De plaats biedt naast lager onderwijs ook middelbaar onderwijs aan. 40% van de bevolking werkt als landbouwer en 40% houdt zich bezig met veeteelt. De belangrijkste landbouwproducten zijn katoen en maniok; andere belangrijke producten zijn suikerriet en mais. Verder is 20% actief in de dienstensector.